# Charles Martinet
Charles Andre Martinet (San José, California, 17 de septiembre de 1955) es un actor de voz estadounidense, reconocido por proporcionarle la voz a Mario, la estrella de la franquicia de Nintendo. También le ha dado voz a Luigi, Bebé Mario, Bebé Luigi, Wario, Waluigi, y el narrador de Runner2 y Runner3. También la voz del dragón Paarthurnax en The Elder Scrolls V: Skyrim.
Charles Martinet habla español y francés perfectamente ya que durante su juventud estuvo viviendo en España y en Francia. La única vez que Charles Martinet interpretó a Mario en español fue en el comercial de Mario Golf para Game Boy Color. En 2023, Charles Martinet dejó de ser la voz de Mario para convertirse en embajador de Nintendo.

## Biografía
Nació el 17 de septiembre de 1955, en San José, California. La familia de su madre había estado en el país desde los viajes del Mayflower, y la familia de su padre había emigrado de Francia poco después de la Primera Guerra Mundial, en la que había servido el abuelo de Charles.
Su familia se mudó a Barcelona cuando tenía 12 años, y más tarde a París. Asistió a la American School of Paris y se graduó en 1974.
Asistió a la Universidad de California, Berkeley, donde originalmente tenía la intención de estudiar derecho internacional. En su último año, decidió interrumpir sus estudios después de que un tutor le dijera que "regurgitara la información que había escrito en su libro, capítulo por capítulo". Un amigo le sugirió que tomara clases de actuación para combatir su miedo a hablar en público. Su primer papel fue un monólogo de la Antología Spoon River.
En algún momento, Martinet obtuvo un aprendizaje en el Berkeley Repertory Theatre. Después de entrenar con el Berkeley Rep durante varios años, Martinet fue a Londres para asistir al Drama Studio London, donde, entre otras habilidades, descubrió su talento para los acentos y los dialectos. A su regreso a California se unió al Berkeley Repertory Theatre. Luego se convirtió en miembro fundador del Teatro de Repertorio de San José durante cuatro años.

## Inicios profesionales
Martinet se ganó el trabajo como la voz de Mario en Nintendo cuando un día de 1991, estaba en la playa y recibió una llamada de un amigo que le dijo que iba a haber una audición en una feria comercial en la que los audicionadores "hablan con la gente como un plomero". Fue a la audición en el último minuto ya que los directores de casting ya estaban guardando su equipo. Charles Martinet entró y preguntó: "¿Puedo leer esto por favor?". Los directores le permitieron hacer una audición y le dijeron: "Eres un fontanero italiano de Brooklyn". Al principio, Martinet planeó hablar como un estereotipo italoestadounidense con una voz profunda y áspera. Luego pensó para sí mismo que sería demasiado duro para que los niños lo escucharan, por lo que lo hizo más tierno y amigable, lo que resultó en lo que es la voz de Mario hoy. Martinet también ha declarado que siguió hablando con su voz de Mario hasta que se agotó la cinta de la audición. Dice que Gremio de La fierecilla domada de William Shakespeare fue una inspiración para su interpretación de Mario.
Trabajando para Nintendo desde 1991, Martinet comenzó a interpretar a Mario en las demostraciones comerciales de videojuegos en las que los asistentes se acercaban a una pantalla de televisión que mostraba una cabeza de Mario en 3D que estaba diseñada para moverse por la pantalla y mantener conversaciones completas con ellos. Este sistema fue llamado "Mario en tiempo real" o  "MIRT" ("Mario in Real-Time") y fue desarrollado por SimGraphics con sede en Pasadena. Martinet podía ver a los asistentes por medio de un set-up oculto detrás de la cámara oculta, y una captura facial de movimiento registró sus movimientos de la boca para sincronizar el movimiento de la boca de Martinet con el movimiento de la boca de Mario en pantalla. Esta marioneta digital, con la actuación cómica de Martinet, era una novedad en ese entonces.

## Consolidación

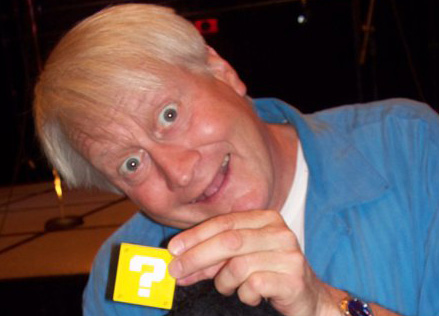
Charles Martinet en 2010.

El debut oficial de Martinet como Mario fue en la máquina de pinball Super Mario Bros. de 1992, a pesar de no estar acreditado por el papel. Sin embargo, la mayoría fueron expuestas -primeramente- a la voz de Mario en el juego de 1996, Super Mario 64. Él ha proporcionado la voz a Mario, a Luigi, a Wario, a Waluigi, a Toadsworth, a Baby Mario y a Baby Luigi en la mayoría de los videojuegos en donde estos personajes hablan. También dobló a los enemigos Wart, Mouser, Tryclyde, y Clawgrip de Super Mario Advance. 
Su actuación de voz aparece en las versiones en inglés y japonés de los videojuegos. Martinet también proporcionó el vozover para los boxeadores y el anunciador del videojuego de Super NES Punch Out!!. También dobló a Vigoro en el RPG de Dreamcast y de GameCube de Sega, Skies of Arcadia. Él es también la voz de Homunculus en el videojuego de Konami para PlayStation 2 Shadow of Destiny, y también contribuyó con las voces del conejo del lector (en la versión en inglés) y los videojuegos de "Los pequeños exploradores" (también en la versión en inglés). 
Martinet también ha trabajado como actor de voz en anuncios, historietas, y promociones. En el E3 2005, Charles (como un personaje de Animal Crossing) podría ser encontrado vagando en la aldea virtual ofrecida en la demo jugable de Animal Crossing: Wild World. Martinet también hizo la voz de Mario como el anunciador de la voz para Pac-Man Vs. de GameCube. 
Con excepción de Mario, Charles ha hecho el trabajo para el videojuego Cel Damage como la voz de Fowl Mouth.
Martinet también ha hecho el trabajo primario de la voz en varias series educativas del videojuego tales como Leap Frog (en EE. UU.). 
Durante el E3 2006, Martinet apareció en una pantalla LCD -del tamaño de una persona- haciendo la voz de Mario; esto se puede ver en la cobertura de GameSpot de la Wii en el E3 2006. 
El 18 de agosto de 2006, Martinet apareció como celebridad huésped en el acontecimiento anual de Nintendo Power, Camp Hyrule. El 15 de septiembre de 2006, Martinet hizo una aparición pública en el Game Store en la calle de Oxford, Londres. 
El 9 de marzo de 2007, Martinet apareció como visita en el Video Games Live Concert en San Francisco, California, EE. UU. (junto a Kōji Kondō y Shigeru Miyamoto), entrando en etapa usando su marca registrada Mario y la voz de Luigi.
El 1, 8 y 15 de noviembre de 2008, Martinet estuvo presente en el Nintendo Tour de Monterrey, Guadalajara y la Ciudad de México, en ese orden respectivamente. Realizó firma de autógrafos, entrevistas y estuvo presente durante los concursos de cosplay, así como en las entregas de premios de los torneos de dicho evento.
El 18 de mayo de 2010, Martinet participó en la presentación oficial de Super Mario Galaxy 2, que se llevó a cabo en la Sala Teatro Cuarta Pared en Madrid. En ella hablaba de algunos aspectos de su vida cómo se hizo la voz de Mario y durante su estancia en España durante su juventud.
El 11 de noviembre de 2011, aparece en Chile para el lanzamiento de Super Mario 3D Land, firmando autógrafos a los fanáticos y explicando su experiencia en Chile tras haber llegado hace 4 días. Al día siguiente, parte a Brasil con el mismo lanzamiento del mismo juego.
El 19 de agosto de 2012, participa en Bogotá, Colombia en el lanzamiento de New Super Mario Bros. 2 para la Nintendo 3DS, estuvo firmando autógrafos, tomándose fotografías con el público y concediendo algunas entrevistas.
En 2015, Charles Martinet puso la voz a los personajes en directo la presentación de Super Mario Maker.
En diciembre de 2018, se le otorga el premio Guinness a la persona que más veces ha doblado al mismo personaje en un videojuego (Mario de la franquicia de Mario).
El 21 de agosto de 2023, Nintendo of America anunció en Twitter que Martinet se retiraría de la actuación de voz para los juegos de Super Mario, pero continuaría trabajando con Nintendo como el embajador de Mario. Kevin Afghani se hizo cargo de las voces de Mario y Luigi, comenzando con Super Mario Bros. Wonder.

## Filmografía
- Brotherhood of Justice (1986) (TV) - Deputy
- Hard Traveling (1986) - Dist. Atty. Cobb
- The Dead Pool (1988) - Police Station Reporter #1
- Midnight Caller (1989) (TV) - Mark Heller
- Matlock (1989) (TV) - Bo Edmunds
- Mamá diabólica (1990) - Mr. Hernández
- The Last of His Tribe (1992) (TV) - Assistant Museum Director
- Reasonable Doubts (1992) (TV) - Bartender
- JoJo's Bizarre Adventure (1994) (TV) - Senator Wilson Philips/Speedwagon Foundation Pilot
- Compromising Situations (1995) (TV) - Sal
- Nueve meses (1995) - Arnie
- Criminal Hearts (1996) - Juan
- Nash Bridges (1996) (TV) - Hermsdorf
- Muerte en Granada (1997) - Enterrador
- Beauty and the Beast (1997) - Red-Suited Ghost
- Anastasia (1997) - Yellow Bird/Pierre/General/Rasputin's Dog
- The Game (1997) - Padre de Nicholas
- A Thousand Men and a Baby (1997) (TV) - Seattle Cab Driver
- Sheer Passion (1998) - Lou
- Air America (1998) (TV) - David Dixon
- Las Aventuras de Mouser y Beezo - Mouser y varios personajes (1999-presente)
- Policías de Nueva York (2003) (TV) - Oficial del tribunal
- The Californians (2005) - Concejal
- Red Shoes and the 7 Dwarfs (2019) - Prince
- Rekindle (2019) - Alfredo
- High Score (2020) (TV) - Narrador
- Dragon Ball Super: Super Hero (2022) - Magenta
- Super Mario Bros.: La película (2023) - Padre de Mario/Luigi y Giuseppe

## Videojuegos
La siguiente lista muestra los videojuegos en los que Martinet ha participado, el año y los personajes a quienes proporciona su voz.
- Dragon Ball Legends (2023) - Magenta (DLC)
- Mario + Rabbids Sparks of Hope (2022) - Mario/Luigi (Esta fue la última aparición de la voz de Martinet en un juego de Mario)
- Mario Strikers: Battle League (2022) - Mario/Luigi/Wario/Waluigi
- WarioWare: Get It Together! (2021) - Wario
- Mario Golf: Super Rush (2021) - Mario/Luigi/Wario/Waluigi
- Mario Party Superstars (2021) - Mario/Luigi/Wario/Waluigi
- Mario Kart Live: Home Circuit (2020) - Mario/Luigi
- Super Mario 3D All-Stars (2020) - Mario/Luigi/Comercial de la Isla Delfino
- Paper Mario: The Origami King (2020) - Mario/Luigi
- Mario y Sonic en los Juegos Olímpicos Tokio 2020 (2019) - Mario/Luigi/Wario/Waluigi
- Luigi's Mansion 3 (2019) - Mario/Luigi/Gooigi
- Mario Kart Tour (2019) - Mario/Luigi/Baby Mario/Baby Luigi/Wario/Waluigi
- New Super Mario Bros. U Deluxe (2019) - Mario/Luigi
- Super Mario Maker 2 (2019) - Mario/Luigi
- Super Smash Bros. Ultimate (2018) - Mario/Luigi/Wario/Waluigi/Doctor Mario
- Mario Tennis Aces (2018) - Mario/Luigi/Wario/Waluigi
- Super Mario Party (2018) - Mario/Luigi/Wario/Waluigi
- WarioWare Gold (2018) - Wario
- Runner3 (2018) - Narrador
- Super Mario Odyssey (2017) - Mario/Luigi
- Mario + Rabbids Kingdom Battle (2017) - Mario/Luigi
- Mario Kart 8 Deluxe (2017) - Mario/Luigi/Wario/Waluigi/Baby Mario/Baby Luigi
- Super Mario Run (2016) - Mario/Luigi
- Mario & Sonic at the Rio 2016 Olympic Games (2016) -  Mario/Luigi/Wario/Waluigi
- Mario & Luigi: Paper Jam (2015) -  Mario/Luigi
- Super Mario Maker (2015) - Mario/Luigi/Waluigi
- Mario Party 10 (2015) -  Mario/Luigi/Wario/Waluigi
- Puzzle & Dragons Z + Puzzle & Dragons: Super Mario Bros. Edition (2015) -  Mario/Luigi
- Mario VS. Donkey Kong: Tipping Stars (2015) -  Mario
- Super Smash Bros. para Nintendo 3DS y Wii U (2014) -  Mario/Luigi/Wario/Waluigi/Dr. Mario
- Mario Kart 8 (2014) - Mario/Luigi/Wario/Waluigi/Baby Mario/Baby Luigi
- Super Mario 3D World (2013) -  Mario/Luigi
- Luigi's Mansion: Dark Moon (2013) - Luigi/Mario
- Mario & Luigi: Dream Team (2013) -  Mario/Luigi
- Runner2 (2013) -  Narrador
- New Super Mario Bros. 2 (2012) -  Mario/Luigi
- Mario Kart 7 (2012) -  Mario/Luigi/Wario
- New Super Mario Bros. U (2012) -  Mario/Luigi
- Mario Party 9 (2012) - Mario/Luigi/Wario/Waluigi
- Super Mario 3D Land (2011) - Mario/Luigi
- Mario Kart 7 (2011) - Mario/Luigi/Wario
- The Elder Scrolls V: Skyrim (2011) - Paarthurnax
- WarioWare D.I.Y. (2010) - Wario
- Mario Sports Mix (2010) - Mario/Luigi/Wario/Waluigi
- Resonance of Fate (2010) - Lagerfeld
- Super Mario Galaxy 2 (2010) - Mario/Luigi
- New Super Mario Bros. Wii (2009) - Mario/Luigi
- Ratchet & Clank Future: A Crack in Time (2009) - Orvus
- Mario & Sonic at the Olympic Winter Games (2009) - Mario/Luigi/Wario/Waluigi
- Mario & Luigi: Bowser's Inside Story (2009) -  Mario/Luigi
- WarioWare: Snapped! (2008) - Wario
- Wario Land: The Shake Dimension (2008) -  Wario
- Mario Super Sluggers (2008) -  Mario/Luigi/Wario/Waluigi/Baby Mario/Baby Luigi/Toadsworth
- Dr. Mario Online Rx (2008) -  Dr. Mario
- Mario Kart Wii (2008) -  Mario/Luigi/Wario/Waluigi/Baby Mario/Baby Luigi
- Super Smash Bros. Brawl (2008) -  Mario/Luigi/Wario/Waluigi
- Super Mario Galaxy (2007) -  Mario/Luigi
- Mario & Sonic at the Olympic Games (2007) -  Mario/Luigi/Wario/Waluigi
- Mario Strikers Charged (2007) -  Mario/Luigi/Wario/Waluigi
- World in Conflict (2007)
- Mario Party 8 (2007) -  Mario/Luigi/Wario/Waluigi/MC Ballyhoo
- Super Paper Mario (2007) -  Mario/Luigi
- Wario: Master of Disguise (2007) -  Wario
- WarioWare: Smooth Moves (2006) -  Wario
- New Super Mario Bros. (2006) (voz) -  Mario/Luigi
- Super Princess Peach (2006) (voz) -  Mario/Luigi
- Mario Party 7 (2005) -  Mario/Luigi/Wario/Waluigi/Toadsworth
- Super Mario Strikers (2005) -  Mario/Luigi/Wario/Waluigi
- Mario & Luigi: Partners in Time (2005) -  Mario/Luigi/Baby Mario/Baby Luigi
- Mario Kart Arcade GP (2005) -  Mario/Luigi/Wario/Waluigi
- Mario Kart DS (2005) -  Mario/Luigi/Waluigi/Wario
- SSX on Tour (2005) -  Mario
- Mario Superstar Baseball (2005) -  Mario/Luigi/Baby Mario/Baby Luigi/Wario/Waluigi/Toadsworth
- Yoshi Touch & Go (2005) -  Baby Mario/Baby Luigi
- WarioWare: Touched! (2004) - Wario
- Mario Party 6 (2004) -  Mario/Luigi/Wario/Waluigi
- Super Mario 64 DS (2004) -  Mario/Luigi/Wario
- Mario Power Tennis (2004) -  Mario/Luigi/Wario/Waluigi/Toadsworth
- WarioWare: Twisted! (2004) -  Wario
- Mario Pinball Land (2004) -  Mario
- Paper Mario: La puerta milenaria (2004) -  Mario
- Mario vs. Donkey Kong (2004) -  Mario
- Mario Golf: Advance Tour (2004) (voz)
- Mario & Luigi: Superstar Saga (2003) -  Mario, Luigi
- Mario Party 5 (2003) -  Mario/Luigi/Wario/Waluigi
- Mario Kart: Double Dash!! (2003) -  Mario/Luigi/Wario/Waluigi/Baby Mario/Baby Luigi
- Wario Ware, Inc.: Mega Party Game$! (2003) -  Wario
- Gladius (2003) -  Voces Adicionales
- Mario Golf: Toadstool Tour (2003) -  Mario/Luigi/Wario/Waluigi
- Wario Ware, Inc.: Mega Microgame$! (2003) -  Wario
- Shinobi (2002) -  Voz
- Mario Party 4 (2002) -  Mario/Luigi/Wario/Waluigi
- Super Mario Sunshine (2002) -  Mario/Toadsworth
- Star Wars: Jedi Knight II - Jedi Outcast (2002) -  Bespin guard 2/Civilian Male/Imperial Officer 2/Rebel Shock *Troop 3....
- JSRF: Jet Set Radio Future (2002) -  Gouji Rokkak
- Wario World (2002) -  Wario
- Super Mario World: Super Mario Advance 2 (2001) -  Mario, Luigi
- Cel Damage (2001) -  Varios
- Super Smash Bros. Melee (2001) -  Mario/Luigi/Dr. Mario
- Mad Dash Racing (2001)
- Luigi's Mansion (2001) -  Luigi/Mario
- Forever Kingdom (2001) -  Darsul
- Super Mario Advance (2001) -  Mario/Luigi/Wart/Clawgrip/Triclyde/Mouser
- Wario Land 4 (2001) -  Wario
- Star Wars: Galactic Battlegrounds (2001) -  2-1B, AT-AT driver/OOM-9
- Shadow of Destiny (2001) -  Homunculus
- Mario Party 3 (2000) -  Mario/Luigi/Wario/Waluigi
- Skies of Arcadia Legends (2000) -  Vigoro
- Mario Tennis (2000) - Mario/Luigi/Wario/Waluigi
- Mario Party 2 (1999) - Mario
- Slave Zero (1999) -  Old One, Sangonar
- Carmen Sandiego's Great Chase Through Time (1999) -  William Shakespeare/Ludwig van Beethoven
- Mario Golf (1999) -  Mario/Luigi/Wario
- Super Smash Bros. (1999) (Hay un error en los créditos, ya que se muestra el apellido de Martinet como Charles Martinee) -  Mario/Luigi
- Star Wars: X-Wing Alliance (1999) -  Adm. Holtz
- Rising Zan: The Samurai Gunman (1999) -  Master Suzuki
- Mario Party (1998) -  Mario (Erróneamente en los créditos, aparece como Charles Martinee, en vez de Charles Martinet)
- Mario Teaches Typing 2 (1997) - Mario
- Mario Kart 64 (1996) -  Mario/Luigi/Wario (En la versión japonesa, el actor francés, Julien Bardakoff, fue quien prestó su voz para Luigi, y el actor alemán, Thomas Spindler, para Wario)
- Super Mario 64 (1996) - Mario
- Solar Eclipse (1995) - Spinner
- Space Quest VI: The Spinal Frontier (1995) -  Pa Conshohocken/Ray Trace/PiTooie
- Mario's Game Gallery (1995) - Mario (Este juego no fue desarrollado por Nintendo, fue un juego creado por Interplay Entertainment.)
- Mario Teaches Typing (1994) - Mario (Solo en la versión en CD)
- Super Punch-Out!! (1994) - Todos los personajes, incluido a Little Mac
- Police Quest: Open Season (1993) - Prostituto/Billy Bob/Conserje
- Super Mario Bros. (1992) - Mario (sin acreditar)